# Muille-Villette
Muille-Villette is een gemeente in het Franse departement Somme (regio Hauts-de-France) en telt 785 inwoners (1999). De plaats maakt deel uit van het arrondissement Péronne.

## Geografie
De oppervlakte van Muille-Villette bedraagt 6,5 km², de bevolkingsdichtheid is 120,8 inwoners per km².
De onderstaande kaart toont de ligging van Muille-Villette met de belangrijkste infrastructuur en aangrenzende gemeenten.

## Demografie
Onderstaande figuur toont het verloop van het inwonertal (bron: INSEE-tellingen).